# Hartmann Beyer
Hartmann Beyer, noto anche come Sigismunds Cephalus e Andrea Epitimus (Francoforte sul Meno, 1516 – 1577), è stato un teologo tedesco.
Capo dei luterani a Francoforte, svolse un'intensa attività di polemista. Fu padre del medico e matematico Johann Hartmann Beyer.